# Konstytucja Meksyku
Konstytucja Meksyku (formalnie Konstytucja Zjednoczonych Stanów Meksykańskich, hiszp. Constitución Política de los Estados Unidos Mexicanos) – obecna konstytucja Meksyku, zatwierdzona przez parlament konstytucyjny 5 lutego 1917 w czasie rewolucji meksykańskiej.
Oparta jest na zasadach: praw człowieka, suwerenności narodu, podziału władzy, federalizmu, ochrony praw konstytucyjnych i prymatu państwa nad kościołem. Jeden z jej artykułów stanowił 8-godzinny dzień pracy, ograniczał zatrudnianie dzieci i kobiet, stanowił minimalne wynagrodzenie, prawo do urlopu i obowiązkowe składki na ubezpieczenie oraz prawo do tworzenia związków zawodowych i strajku. Konstytucja ta zastąpiła wcześniejszą konstytucję z 1857 i jest trzecią konstytucją Meksyku. Pierwsza została uchwalona w 1824 r.
Egzekwowanie przez prezydenta Plutarco Elíasa Callesa praw konstytucyjnych dotyczących świeckości państwa stało się w 1926 przyczyną powstania Chrystusowców. Chrystusowcy nie godzili się z laicyzacją szkół i nauczaniem będącym pod nadzorem państwa. Najbardziej budził ich sprzeciw art.130, pozbawiający Kościół osobowości prawnej a władzom lokalnym dający prawo decydowania o liczbie księży w parafiach. Nie pozwalał on też na obecność w kraju księży cudzoziemców.
W ciągu dekad historii konstytucja ta miała liczne poprawki (m.in. w 1992 r. zreformowano antyklerykalne artykuły).